# 瓦斯佩尔维莱 (摩泽尔省)
瓦斯佩尔维莱（法語：Vasperviller）是法国摩泽尔省的一个市镇，属于萨尔堡区（Sarrebourg）洛尔屈安县（Lorquin）。该市镇总面积1.54平方公里，2009年时的人口为301人。

## 人口
瓦斯佩尔维莱人口变化图示